# André Reybaz
André Reybaz (29 de octubre de 1922 – 7 de abril de 1989) fue un actor y director teatral y cinematográfico de nacionalidad francesa.

## Biografía
Nacido en París, Francia, su nombre completo era André Gaston Reybaz. Junto a su compañera Catherine Toth fundó la Compagnie du Myrmidon, que recibió el primer premio de las Jeunes Compagnies en 1949 por la obra Fastes d'enfer, de Michel de Ghelderode. Reybaz fue director del Centre dramatique du Nord entre 1960 y 1970.
Uno de sus papeles cinematográficos más destacados tuvo lugar en el film Un chant d'amour, dirigido por Jean Genet. 
André Reybaz falleció en Le Pré-Saint-Gervais, Francia, en 1989, a los 66 años de edad.

## Teatro

### Actor
- 1947 : Los Litigantes, de Jean Racine, escenografía de André Reybaz, Teatro Nacional de Estrasburgo, Colmar
- 1947 : Hop Signor ! y Le Ménage de Caroline, de Michel de Ghelderode, escenografía de André Reybaz, Théâtre de l'Œuvre
- 1949 : Fastes d'enfer, de Michel de Ghelderode, escenografía de André Reybaz, Théâtre de l'Atelier y Théâtre des Noctambules
- 1950 : L'Équarrissage pour tous, de Boris Vian, escenografía de André Reybaz, Théâtre des Noctambules
- 1952 : Capitaine Bada, de Jean Vauthier, escenografía de André Reybaz, Théâtre de Poche Montparnasse
- 1953 : Mademoiselle Jaïre, de Michel de Ghelderode, escenografía de André Reybaz, Festival de Arrás
- 1953 : L'École des bouffons, de Michel de Ghelderode, escenografía de André Reybaz, Théâtre de l'Atelier y Théâtre des Noctambules
- 1956 : L'Arbre, de Jean Dutourd, escenografía de André Reybaz, Théâtre Marigny
- 1959 : La Mauvaise Semence, de T. Mihalakeas y Paul Vandenberghe, escenografía de Alfred Pasquali, Théâtre Verlaine
- 1961 : Las bodas de Fígaro, de Pierre-Augustin Caron de Beaumarchais, escenografía de André Reybaz, Centre dramatique du Nord, Tourcoing
- 1963 : Las bodas de Fígaro, de Pierre-Augustin Caron de Beaumarchais, escenografía de André Reybaz, Festival du Marais, Palacio de Sully
- 1964 : Julio César, de William Shakespeare, escenografía de Raymond Hermantier, Festival de Lyon, Théâtre de la Ville
- 1967 : Et moi aussi j'existe, de Georges Neveux, escenografía de Bernard Jenny, Théâtre du Vieux-Colombier
- 1967 : El rey Lear, de William Shakespeare, escenografía de Georges Wilson, Teatro Nacional Popular y Teatro Nacional de Chaillot
- 1968 : Miguel Manara, de Oscar Milosz, escenografía de Jean-François Rémi, Théâtre du Midi
- 1970 : L'Infâme, de Roger Planchon, escenografía del autor, Teatro Montparnasse y gira
- 1970 : El mercader de Venecia, de William Shakespeare, Centre Dramatique du Nord
- 1970 : El sueño, de August Strindberg, escenografía de Raymond Rouleau, Comédie-Française
- 1971 : La Jalousie, de Sacha Guitry, escenografía de Michel Etcheverry, Comédie-Française
- 1971 : Pollufission 2000, de Éric Westphal, escenografía de André Reybaz, Comédie-Française en el Teatro del Odéon
- 1971 : Ruy Blas, de Victor Hugo, escenografía de Raymond Rouleau, Comédie-Française en el Teatro del Odéon
- 1971 : Becket, de Jean Anouilh, escenografía de Jean Anouilh y Roland Piétri, Comédie-Française
- 1971 : Amorphe d'Ottenburg, de Jean-Claude Grumberg, escenografía de Jean-Paul Roussillon, Comédie-Française en el Teatro del Odéon
- 1972 : Cyrano de Bergerac, de Edmond Rostand, escenografía de Jacques Charon, Comédie-Française
- 1972 : La Troupe du Roy Hommage à Molière : Tartufo, Comédie-Française
- 1973 : C'est la guerre Monsieur Gruber, de Jacques Sternberg, escenografía de Jean-Pierre Miquel, Comédie-Française en el Teatro del Odéon
- 1973 : Don Juan, de Molière, escenografía de Antoine Bourseiller, Comédie-Française
- 1973 : L'Impromptu de Versailles, de Molière, escenografía de Pierre Dux, Comédie-Française
- 1973 : El médico a palos, de Molière, escenografía de Jean-Paul Roussillon, Comédie-Française
- 1973 : La escuela de las mujeres, de Molière, escenografía de Jean-Paul Roussillon, Comédie-Française
- 1973 : Enrique IV, de Luigi Pirandello, escenografía de Raymond Rouleau, Comédie-Française en el Teatro del Odéon
- 1974 : Enrique IV, de Luigi Pirandello, escenografía de Raymond Rouleau, Comédie-Française
- 1974 : Ondina, de Jean Giraudoux, escenografía de Raymond Rouleau, Comédie-Française
- 1974 : La Nostalgie, Camarade, de François Billetdoux, escenografía de Jean-Paul Roussillon, Comédie-Française en el Teatro del Odéon
- 1975 : L'Île de la raison, de Pierre de Marivaux, escenografía de Jean-Louis Thamin, Comédie-Française en el Théâtre Marigny
- 1977 : L'Otage, de Paul Claudel, escenografía de Guy Rétoré, Théâtre de l'Est parisien
- 1980 : Final de partida, de Samuel Beckett, escenografía de Guy Rétoré, Théâtre de l'Est parisien
- 1982 : Final de partida, de Samuel Beckett, escenografía de Guy Rétoré, Théâtre Renaud-Barrault
- 1982 : Voyage chez les morts, de Eugène Ionesco, escenografía de Roger Planchon, Teatro Nacional Popular
- 1985 : Otelo, de William Shakespeare, escenografía de Jean-Paul Lucet, Théâtre des Célestins

### Director
- 1946 : Woyzeck, de Georg Büchner, Théâtre du Vieux-Colombier
- 1946 : La Foire de la Saint Barthélémy, de Benjamin Jonson
- 1947 : La Peur des coups, de Georges Courteline, Teatro Nacional de Estrasburgo, Colmar
- 1947 : Un caprice, de Alfred de Musset, Teatro Nacional de Estrasburgo, Colmar
- 1947 : Los Litigantes, de Jean Racine, Teatro Nacional de Estrasburgo, Colmar
- 1947 : Hop Signor ! y Le Ménage de Caroline, de Michel de Ghelderode, Théâtre de l'Œuvre
- 1949 : Fastes d'enfer, de Michel de Ghelderode, Théâtre de l'Atelier, Théâtre des Noctambules
- 1950 : L’Ampelour, de Jacques Audiberti, Théâtre des Noctambules
- 1950 : L'Équarrissage pour tous, de Boris Vian, Théâtre des Noctambules
- 1950 : Sa peau, de Jacques Audiberti, Théâtre des Noctambules
- 1952 : Capitaine Bada, de Jean Vauthier, Théâtre de Poche Montparnasse
- 1953 : L'École des bouffons, de Michel de Ghelderode, Théâtre de l'Atelier, Théâtre des Noctambules
- 1953 : Mademoiselle Jaïre, de Michel de Ghelderode, Festival de Arrás
- 1956 : L'Arbre, de Jean Dutourd, Théâtre Marigny
- 1957 : Le Repoussoir, de Rafael Alberti, Teatro de la Alliance française
- 1961 : Las bodas de Fígaro, de Pierre-Augustin Caron de Beaumarchais, Centre dramatique du Nord Tourcoing
- 1961 : Boulevard Durand, de Armand Salacrou, Centre dramatique du Nord Tourcoing, Théâtre de la Ville
- 1963 : Las bodas de Fígaro, de Pierre-Augustin Caron de Beaumarchais, Festival du Marais Palacio de Sully
- 1968 : Don Juan ou l'amour de la géométrie, de Max Frisch, Nederlands Toneel Gent, Gand.
- 1971 : Pollufission 2000, de Éric Westphal, Comédie-Française en el Teatro del Odéon
- 1972 : Le Ouallou, de Jacques Audiberti, Comédie-Française

## Selección de su filmografía

### Cine
- 1942 : Les inconnus dans la maison, de Henri Decoin
- 1943 : Au Bonheur des Dames, de André Cayatte
- 1943 : Le val d'enfer, de Maurice Tourneur
- 1944 : Cécile est morte, de Maurice Tourneur
- 1949 : Du Guesclin, de Bernard de Latour
- 1950 : La montagne est verte, de Jean Lehérissey
- 1952 : Nous sommes tous des assassins, de André Cayatte
- 1954 : Si Versailles m'était conté..., de Sacha Guitry
- 1955 : Les chiffonniers d'Emmaüs , de Robert Darène
- 1959 : Les yeux de l'amour, de Denys de La Patellière
- 1971 : Mourir d'aimer, de André Cayatte
- 1972 : Les camisards, de René Allio
- 1973 : Il n'y a pas de fumée sans feu, de André Cayatte
- 1975 : Una canción de amor, de Jean Genet
- 1976 : Le corps de mon ennemi, de Henri Verneuil

### Televisión
- 1967 : Le Golem, de Jean Kerchbron
- 1973 : Molière pour rire et pour pleurer, de Marcel Camus
- 1974 : Ondine, de Jean Giraudoux, escenografía de Raymond Rouleau, Comédie-Française
- 1975 : Les enquêtes du commissaire Maigret, episodio Maigret a peur, de Jean Kerchbron
- 1975-1981 : Messieurs les jurés
  - 1975 - "L'Affaire Taillette" de Michel Genoux
  - 1976 - "L'Affaire Cleurie" de Jacques Krier
  - 1977 - "L'Affaire Vilquier" de Jacques Krier
  - 1981 - "L'Affaire Bernay" de Jacques Krier
- 1976 : Le collectionneur de cerveaux, de Michel Subiela